# Ircinia truncata
Ircinia truncata är en svampdjursart som först beskrevs av Topsent 1894.  Ircinia truncata ingår i släktet Ircinia och familjen Irciniidae.
Artens utbredningsområde är Tunisien. Inga underarter finns listade i Catalogue of Life.